# Hauptfriedhof St. Pölten

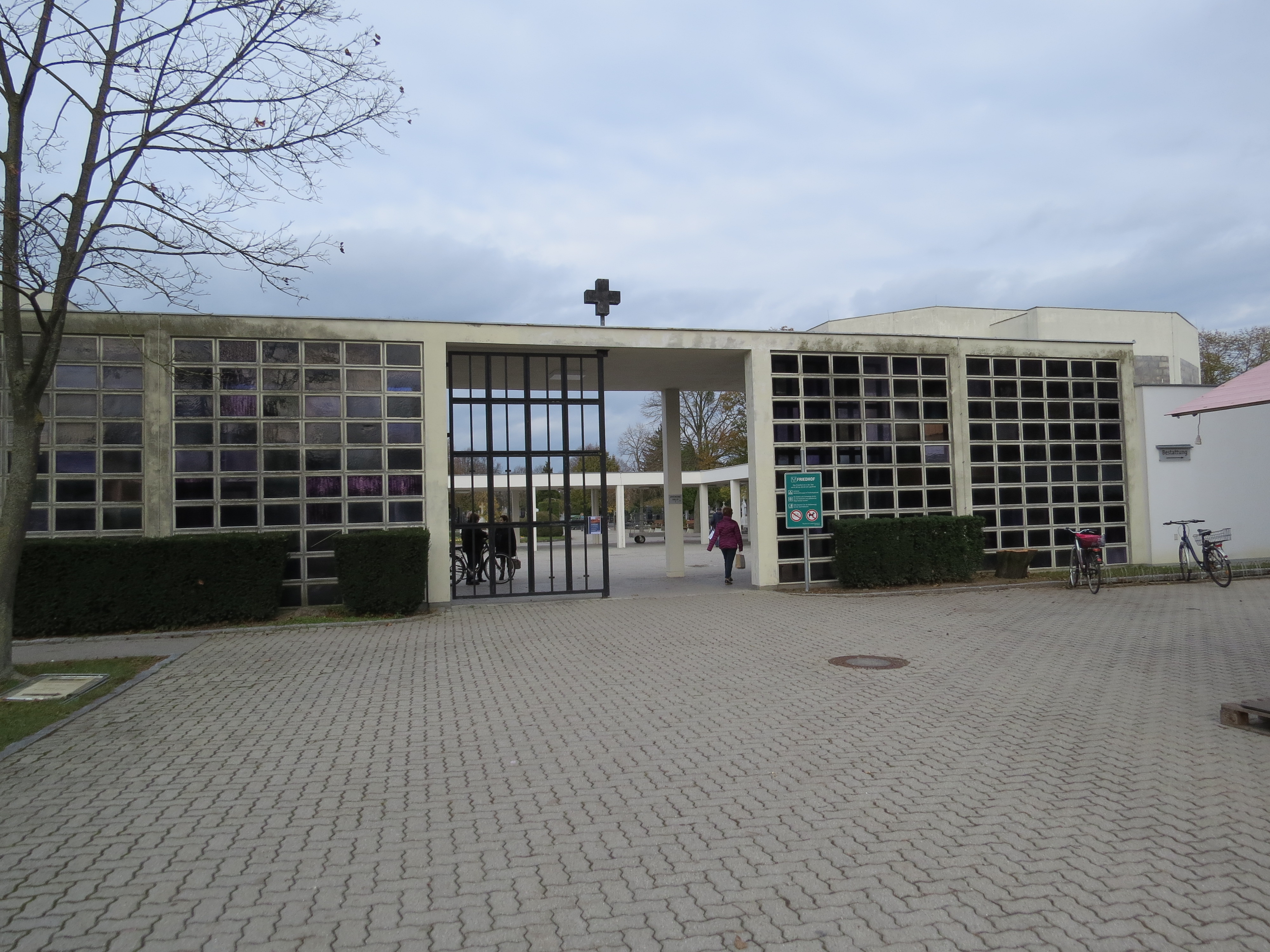
Hauptfriedhof St. Pölten, Zugangsbereich

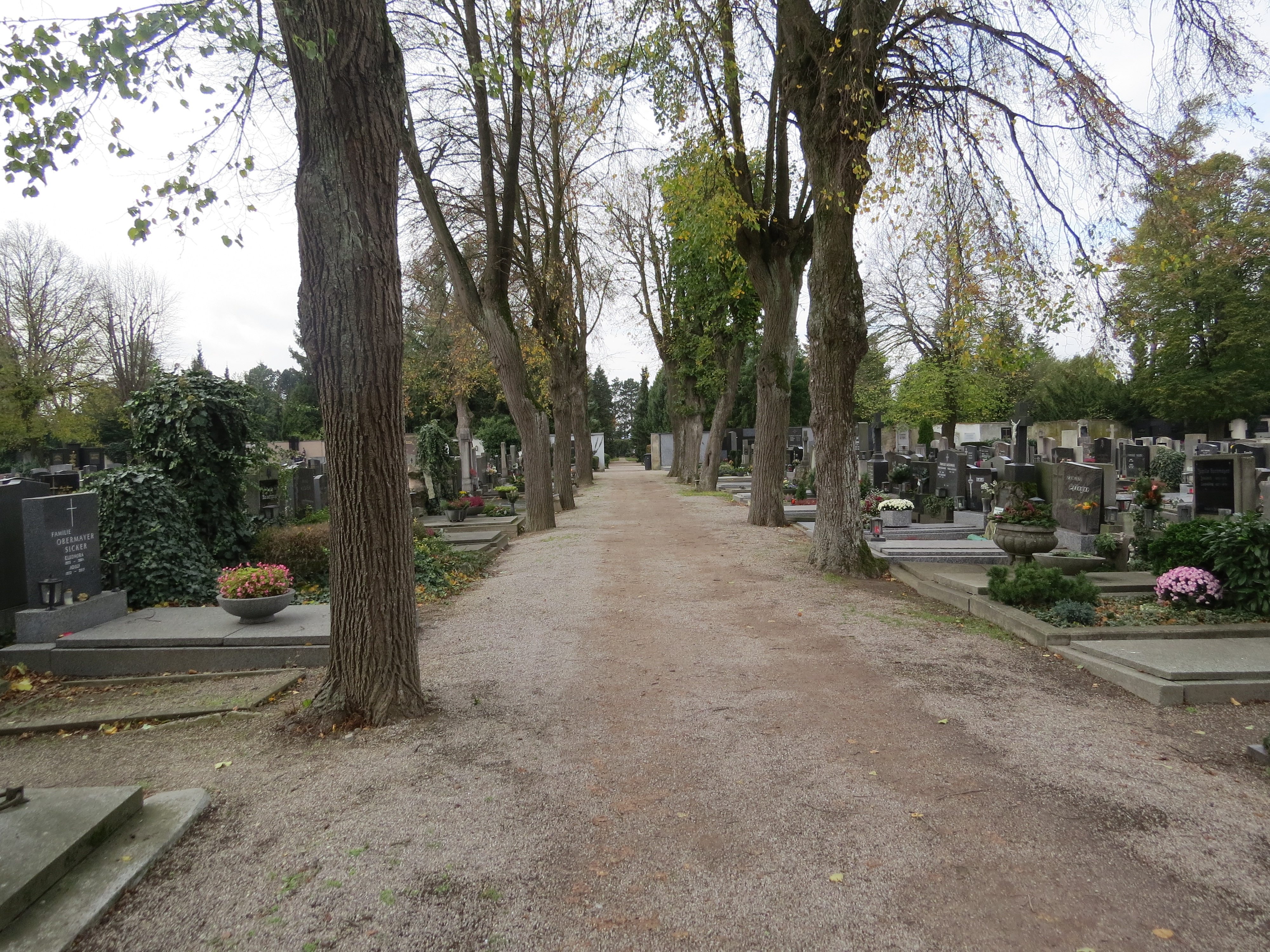
Hauptfriedhof St. Pölten

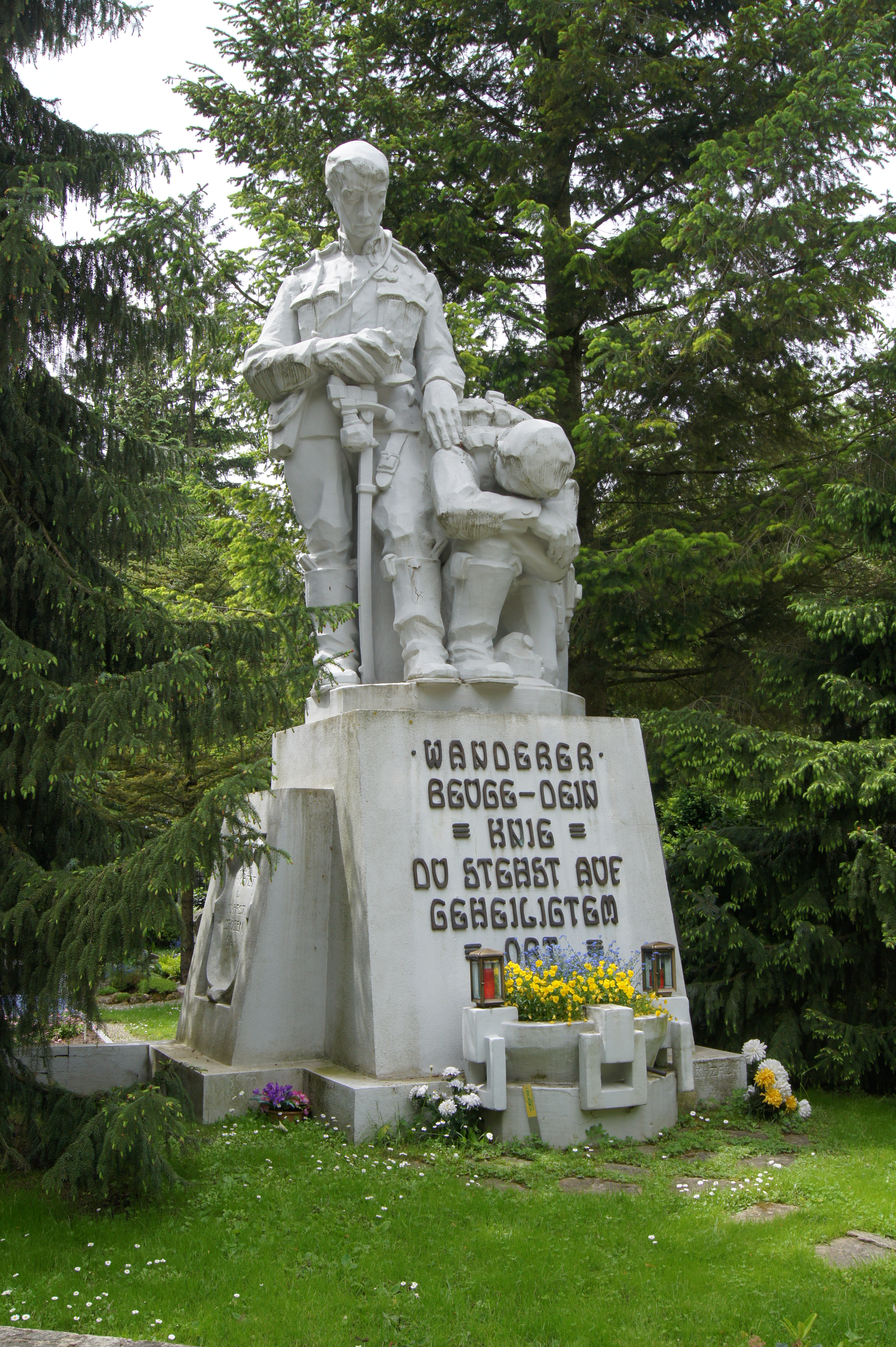
Kriegerdenkmal

Der Hauptfriedhof St. Pölten (auch Städtischer Hauptfriedhof) befindet sich im Nordwesten der niederösterreichischen Landeshauptstadt an der Goldegger Straße. Er bildet zusammen mit den Bezirksfriedhöfen in Stattersdorf, Viehofen, Radlberg, Pottenbrunn, Spratzern und St. Georgen am Steinfelde die Gruppe der sieben für St. Pölten zuständigen Friedhofsanlagen.

## Beschreibung
Der Hauptfriedhof ist rund 15 Hektar groß und liegt zwischen Goldegger und Karlstettner Straße. Über 900 Bäume werden im Baumkataster von Hauptfriedhof, Waldfriedhof sowie Soldatenfriedhof geführt. Der Soldatenfriedhof liegt im Bereich vor dem Haupteingang. Der Hauptfriedhof mit seinen Zeremonienhallen steht grundsätzlich allen Religionen und Nationalitäten offen. Zum Hauptfriedhof gehören ein Waldfriedhof, islamische Gräberreihen mit Blickrichtung nach Mekka sowie Gräber für Angehörige des römisch-katholischen, altkatholischen, evangelischen (AB und HB), russisch-orthodoxen oder neuapostolischen Glaubens. Die Möglichkeit für anonyme Bestattungen ist gegeben und es gibt einen eigenen israelitischen Teil, der zur jüdischen Kultusgemeinde St. Pölten gehört. Außerdem steht das von der Stadt St. Pölten betriebene Krematorium (eines von derzeit 17 aktiven Krematorien in Österreich) auf dem Gelände. Zur Gestaltung des Hauptfriedhofs gehören mehrere Werke des Bildhauers Wilhelm Frass aus der Zeit zwischen 1911 und 1935.

## Geschichte
Der Hauptfriedhof St. Pölten wird seit dem 2. Juli 1894 genutzt, einige ältere Gräber wurden erst nach der Eröffnung hierher übertragen. Die Besitzer von Gräbern und Grüften auf dem alten Friedhof hatten nur dann Anspruch auf unentgeltliche Überlassung einer Begräbnisstätte auf dem neuen Hauptfriedhof, wenn die Umbettung bis spätestens Ende 1907 erfolgte.
Zwischen 1909 und 1915 wurde das Gelände bis zum israelitischen Friedhof und um den westlich angrenzenden Wald („Waldfriedhof“) erweitert. Die heutigen Eingangsgebäude entwarf 1962 Paul Pfaffenbichler, der ebenfalls hier bestattet ist. Der Hauptfriedhof zählt zu den denkmalgeschützten Objekten in St. Pölten.
Ein Grabstein für die während des Österreichischen Bürgerkriegs 1934 in St. Pölten gefallenen oder hingerichteten Freiheitskämpfer wurde am 29. März 1974 enthüllt.

## Ökologische Bedeutung

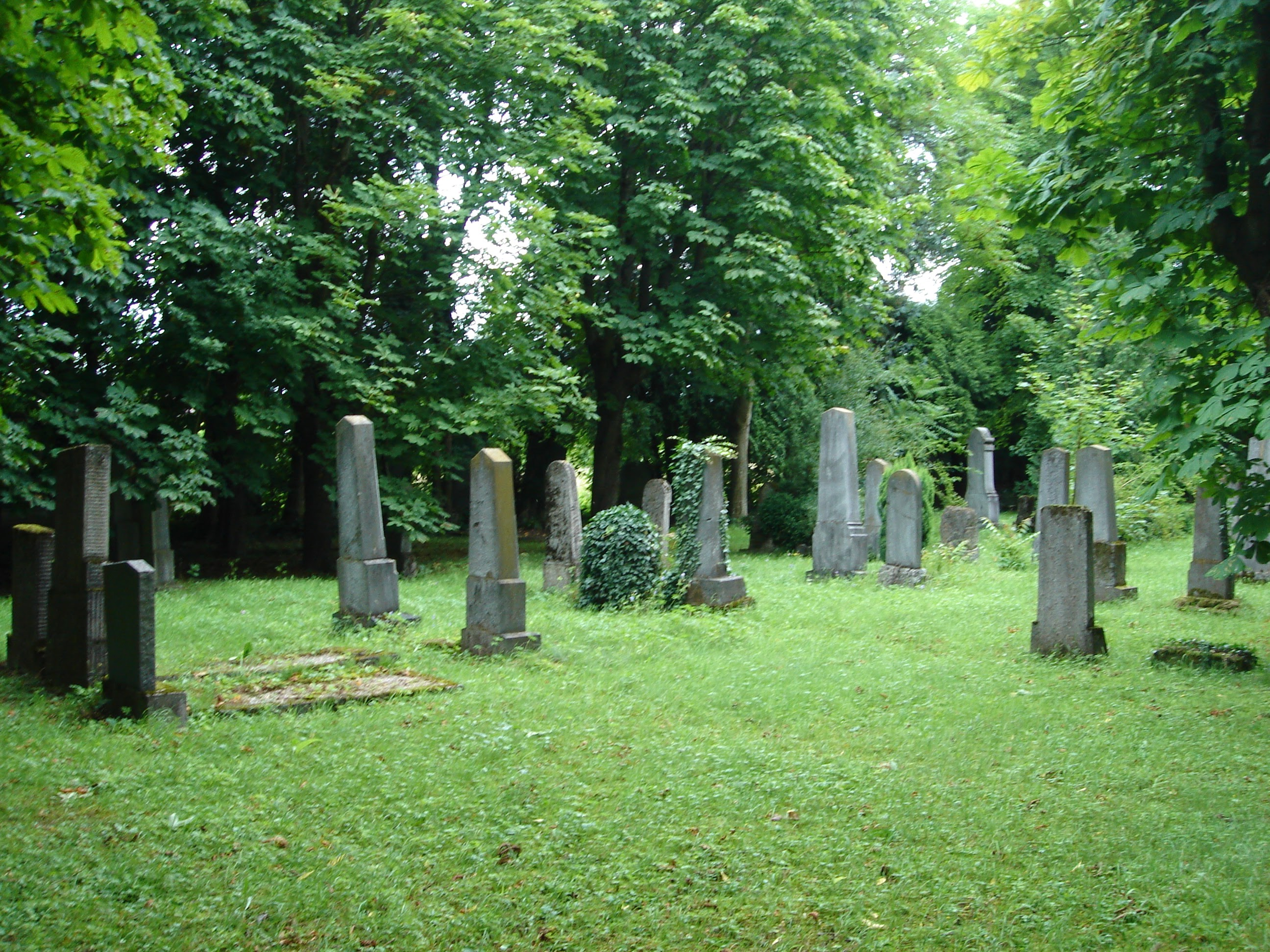
Jüdischer Friedhof St. Pölten

Der Friedhof hat bis auf die asphaltierten zentralen Wege ausschließlich unbefestigte Kieswege. Lindenalleen mit mehreren Altbäumen verleihen dem Friedhof Parkcharakter und stellen zugleich ein wertvolles  Biotopelement dar. Während die nordwestlichen neuen Friedhofsteile von pflanzenarmen Grabsteinflächen geprägt sind, weist der 3,5 ha große Waldfriedhof mehr Grünfläche sowie eine Strauch- und Baumschicht auf. Der 0,6 ha große Jüdische Friedhof besitzt artenreiche Gehölze, eine Ahornallee, Wiesenflächen wie auch verwilderte Bereiche, in denen Wildblumen gedeihen.
Lanius, die Forschungsgemeinschaft für regionale Faunistik und angewandten Naturschutz, hat 1997 und im Frühjahr 2019 ornithologische Erhebungen durchgeführt. Unter anderem wurden Bestände von Vogelarten wie Tannenmeise, Goldhähnchen und Erlenzeisig festgestellt. Die Waldohreule wurde als möglicher Brutvogel des Waldfriedhofs klassifiziert. Der Jüdische Friedhof zeichnete sich durch die höchste Biodiversität aus. Die Wiesenvegetation, die unter anderem von Schneeglöckchen, Schlüsselblumen, Ungarischer Witwenblume und Johanniskraut geprägt ist, zieht Insekten wie Tagfalter und Hummeln an. Auch die Zauneidechse, Reptil des Jahres 2020, konnte dort angetroffen werden.
Im Kontext der Aktion „Blühendes Niederösterreich“ wurde der Hauptfriedhof von der Landesinnung der Gärtner und Floristen 2019 als schönster Stadtfriedhof ausgezeichnet.

## Persönlichkeiten

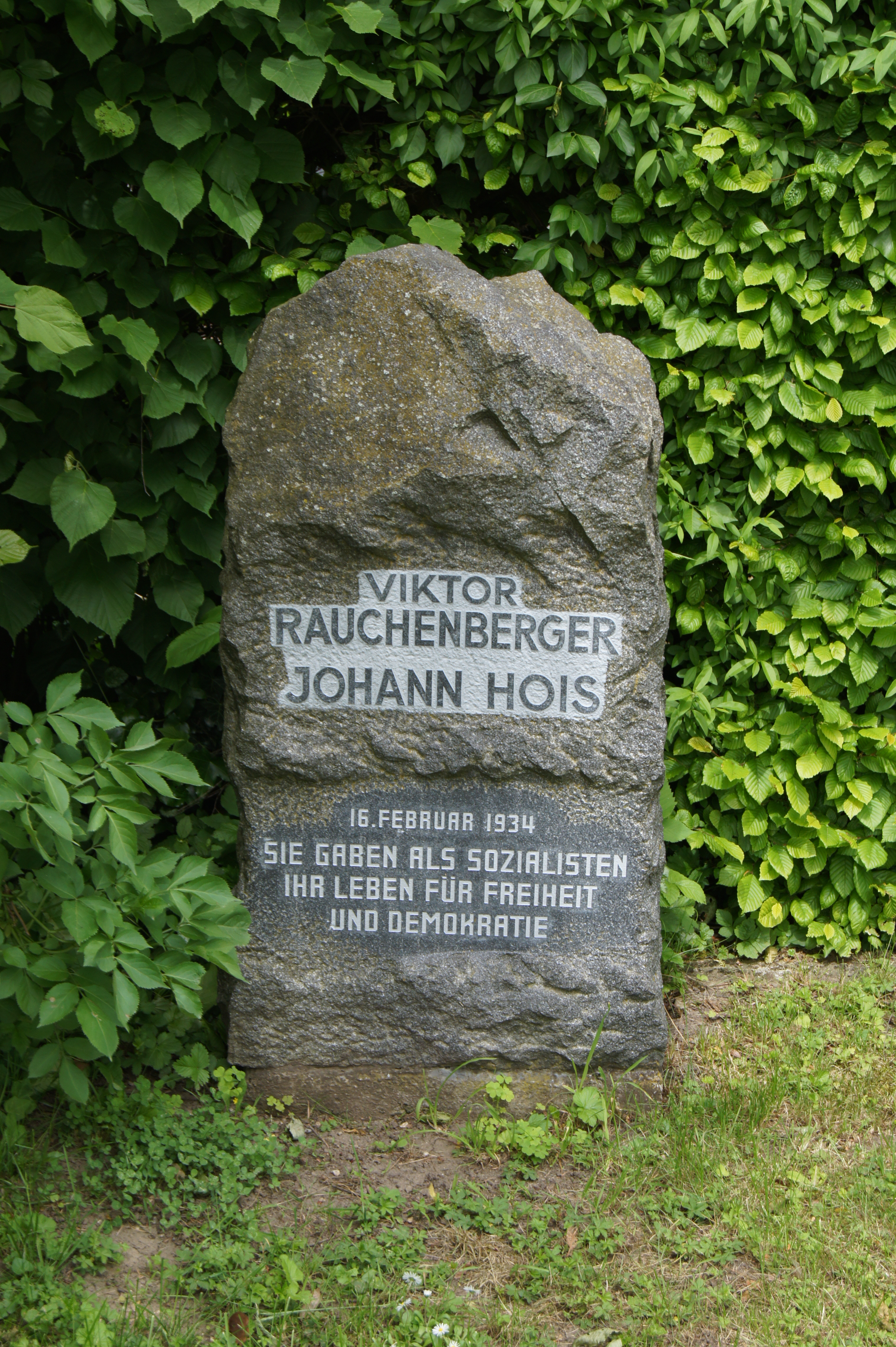
Grabstein für Viktor Rauchenberger und Johann Hois († 1934) am Hauptfriedhof

Auf dem Hauptfriedhof sind unter anderem beigesetzt:
- Eugen von Aichelburg (1852–1917), Bürgermeister von St. Pölten
- Alexander Bisenz (1962–2021), Kabarettist und Maler
- Willy Dirtl (1931–2019),  Balletttänzer und Choreograf
- Andreas Hartauer (1839–1915), Verfasser des Böhmerwaldliedes-Tief drin im Böhmerwald
- Otto Eybner (1856–1917), Bürgermeister von St. Pölten
- Josef Fröstl (1839–1900), Bürgermeister von St. Pölten
- Ilse Huber (1949–2024), Juristin und Richterin
- Matthias Klaus (1758–1833), Bürgermeister von St. Pölten
- Herwig Lenau (1926–2010), Schauspieler und Regisseur
- Franz Pittner (1862–1929), Hotelier und Politiker
- Paul Pfaffenbichler (1925–2003), Architekt
- Johann Ofner (1816–1887), Bürgermeister von St. Pölten
- Hermann Ofner (1849–1917), Bürgermeister von St. Pölten
- Georg Prader (1880–1942), Politiker
- Georg Prader (1917–1985), Politiker
- Karl von Spohn (1812–1890), Ehrenbürger von St. Pölten
- Wilhelm Voelkl (1862–1912), Fabrikant und Politiker
- Mitglieder der Widerstandsgruppe Kirchl-Trauttmansdorff

Georg Danzer (1946–2007), Liedermacher und Sänger, wurde – entsprechend seinen lebzeitigen Wünschen – im Krematorium auf dem Hauptfriedhof St. Pölten eingeäschert und erhielt eine Seebestattung vor der Küste Mallorcas.

## Internetquellen
- Satzung betreffend die Begräbnisordnung der Stadt St. Pölten. In: St. Pöltner Zeitung, 14. Juli 1939, S. 15 (online bei ANNO).